# Ponte

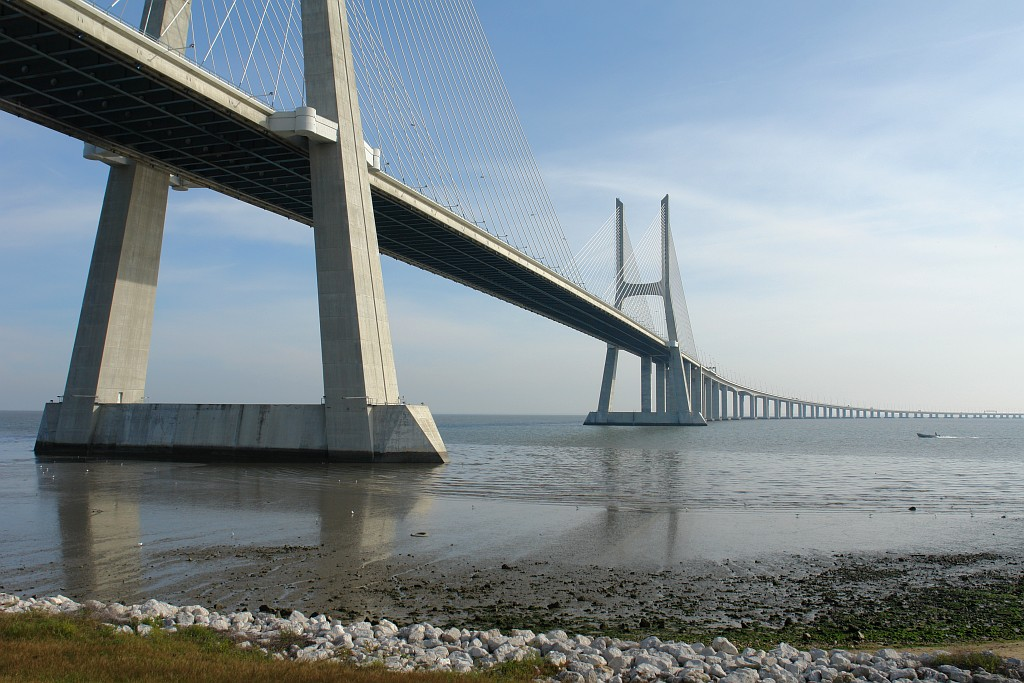
Il ponte Vasco da Gama in Portogallo

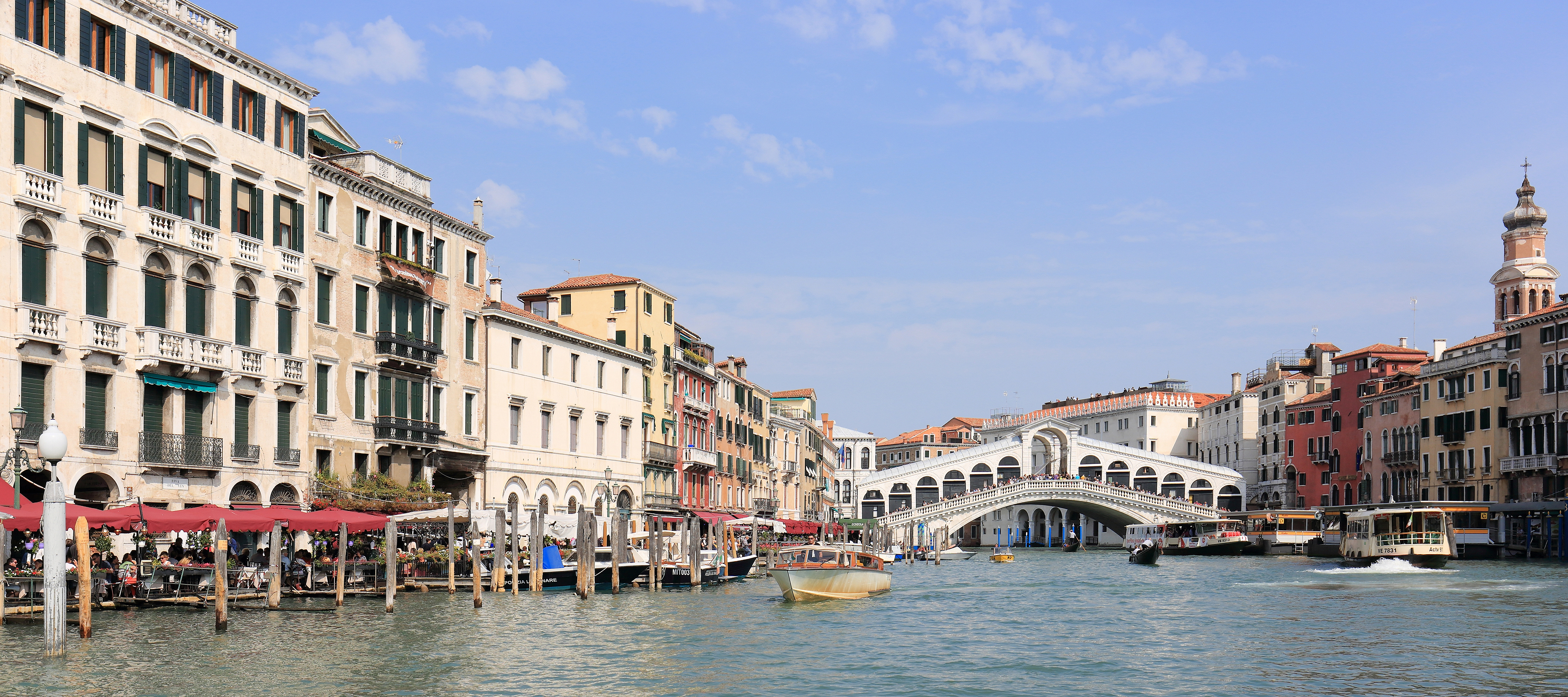
Il Canal Grande e il Ponte di Rialto a Venezia

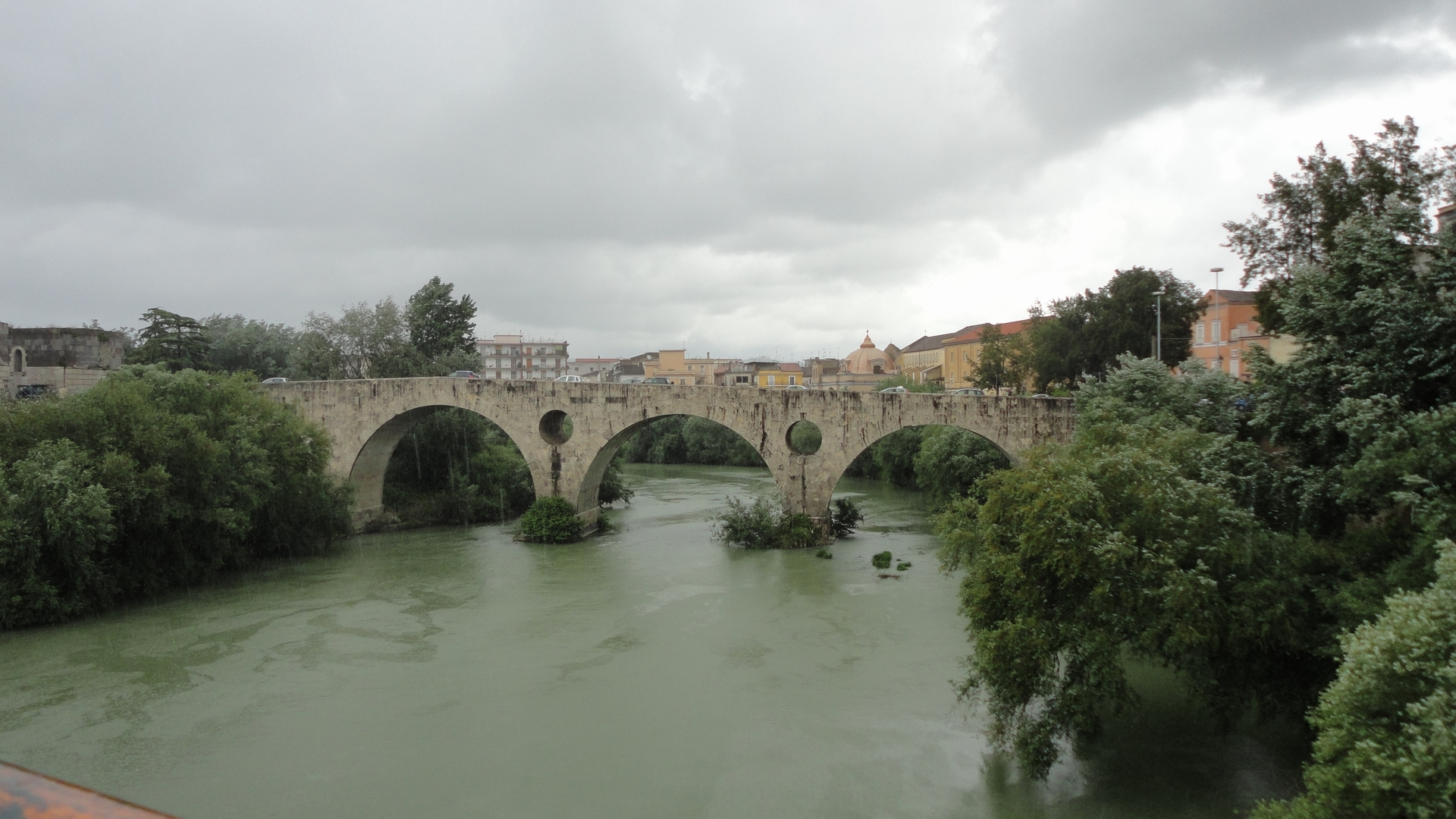
La ricostruzione postbellica del ponte antico sul Volturno a Capua.

Un ponte è un'infrastruttura (o opera) tipica dell'ingegneria civile, utilizzata per superare un ostacolo, naturale o artificiale, che si interpone alla continuità di una via di comunicazione. Si parla correttamente di ponti quando l'ostacolo da scavalcare è un corso d'acqua, mentre se l'ostacolo è una vallata (discontinuità orografica) si è di fronte a viadotti e se l'ostacolo è rappresentato da un'altra via di comunicazione dello stesso tipo di quella attraversante si parla di cavalcavia.

## Storia

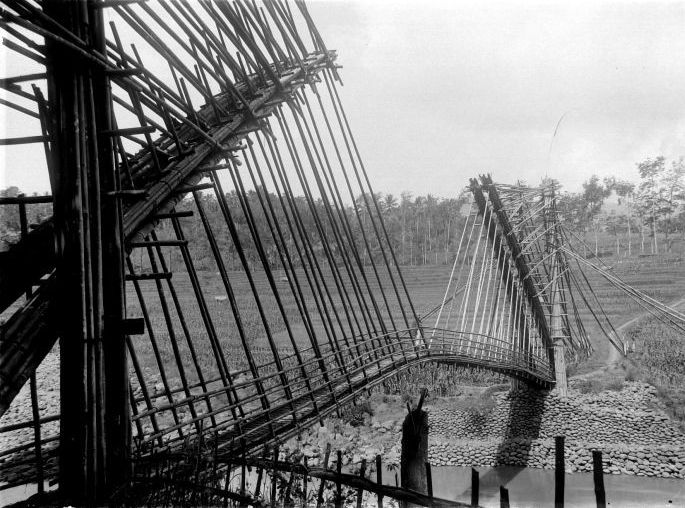
Ponte di bambù sul fiume Serayu, Giava, Indonesia (ca. 1910-1940).

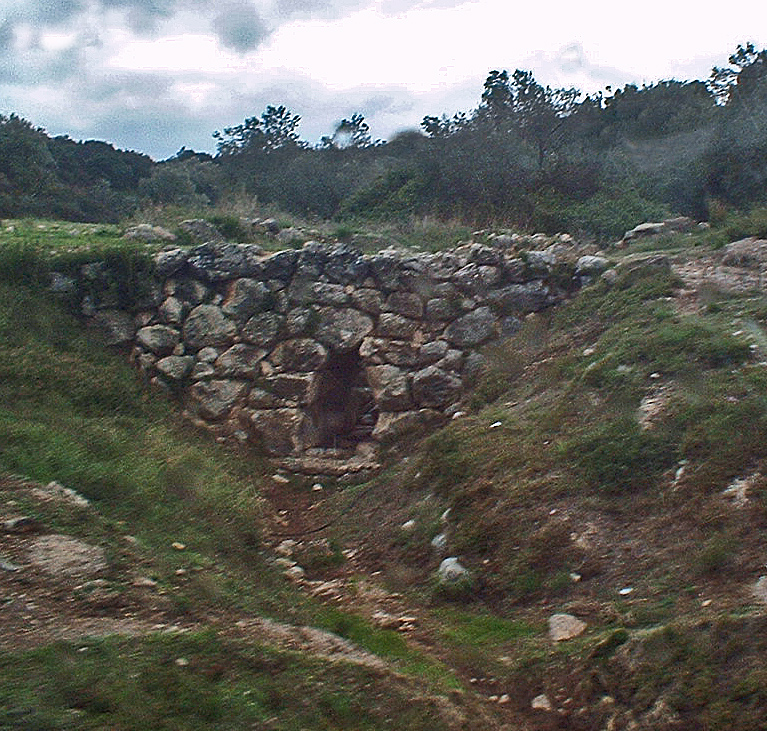
Il ponte miceneo di Arkadiko in Grecia (XIII secolo a.C.), uno dei più antichi ponti conosciuti.

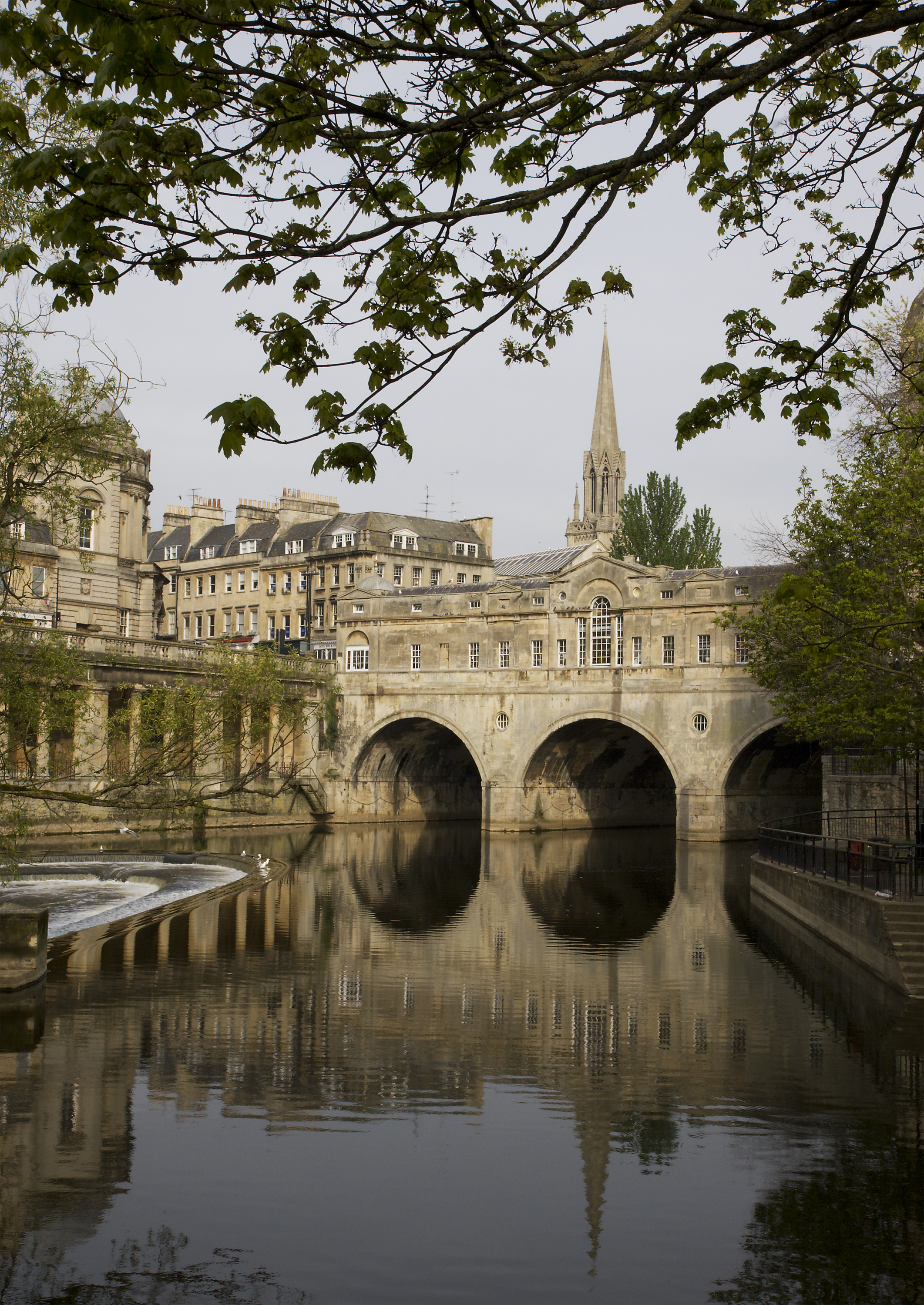
Il Pulteney Bridge a Bath, del XVIII secolo, esempio inglese in stile palladiano.

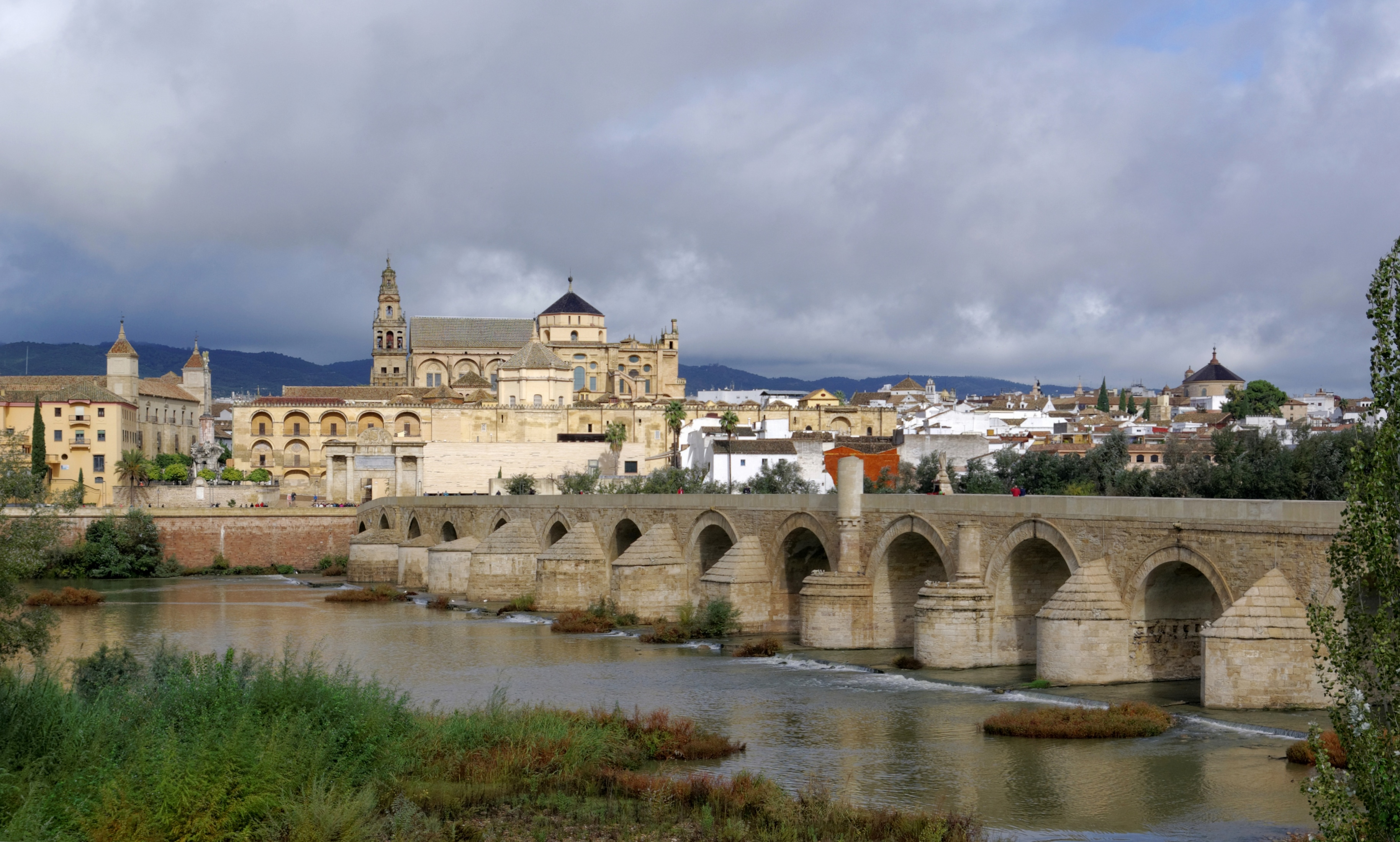
Ponte romano di Cordova, in Spagna, costruito nel I secolo a.C.

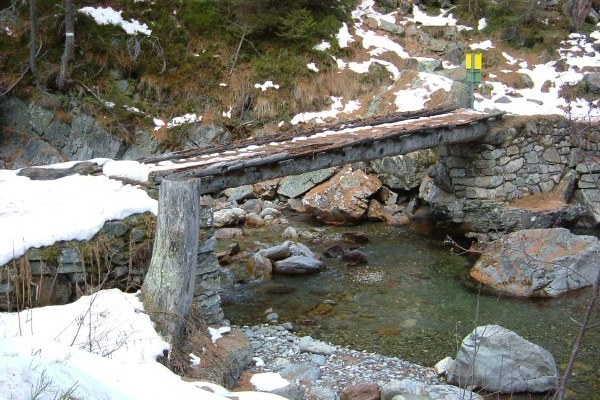
Un ponte di tronchi sulle Alpi francesi nei pressi di Vallorcine.

Ponte Vecchio a Firenze, il più celebre dei ponti storici della città

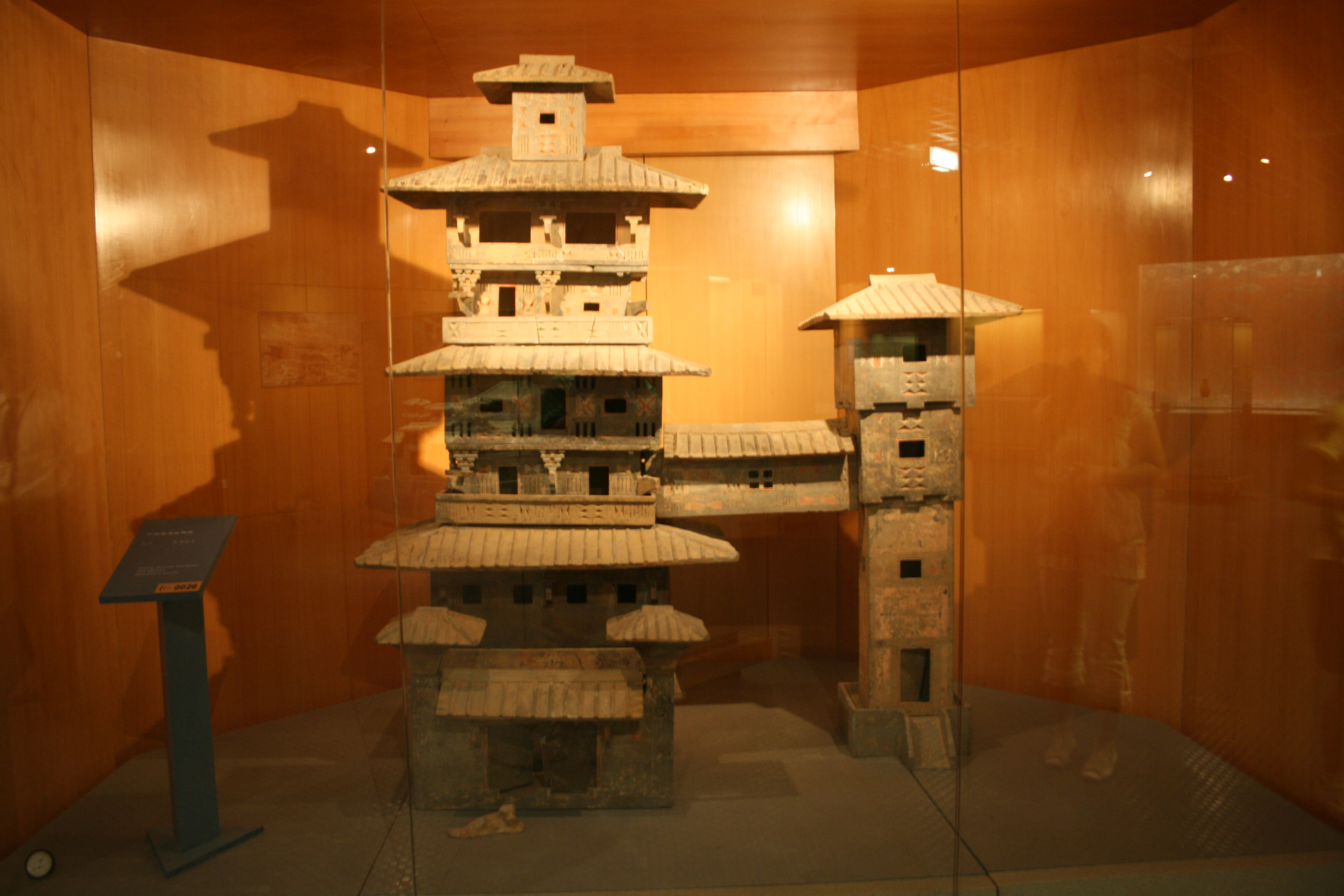
Un modello cinese in miniatura, dinastia Han (202 a.C. - 220 d.C.), con due torri residenziali unite da un ponte.

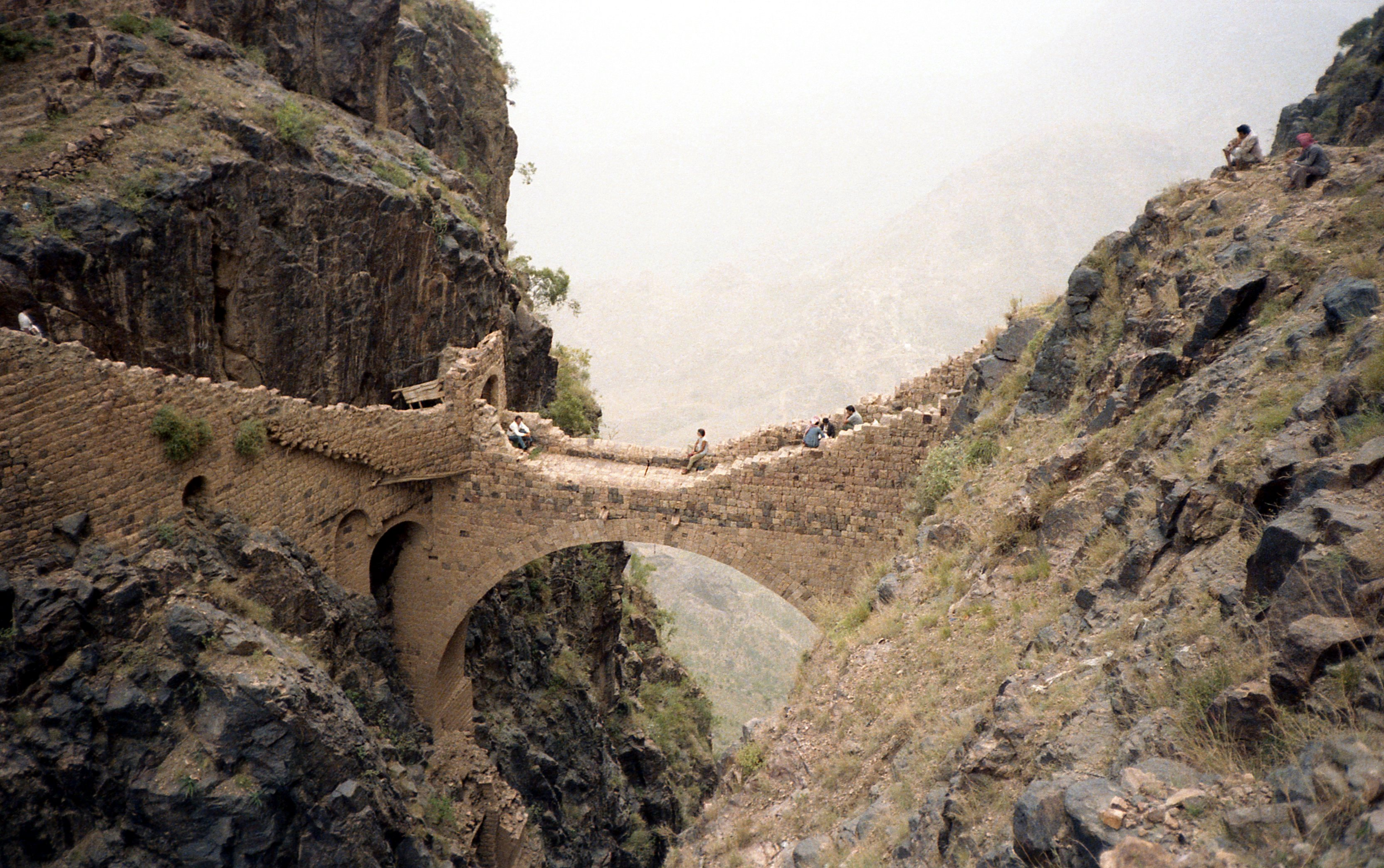
Ponte ad arco in pietra a Shaharah, Yemen.

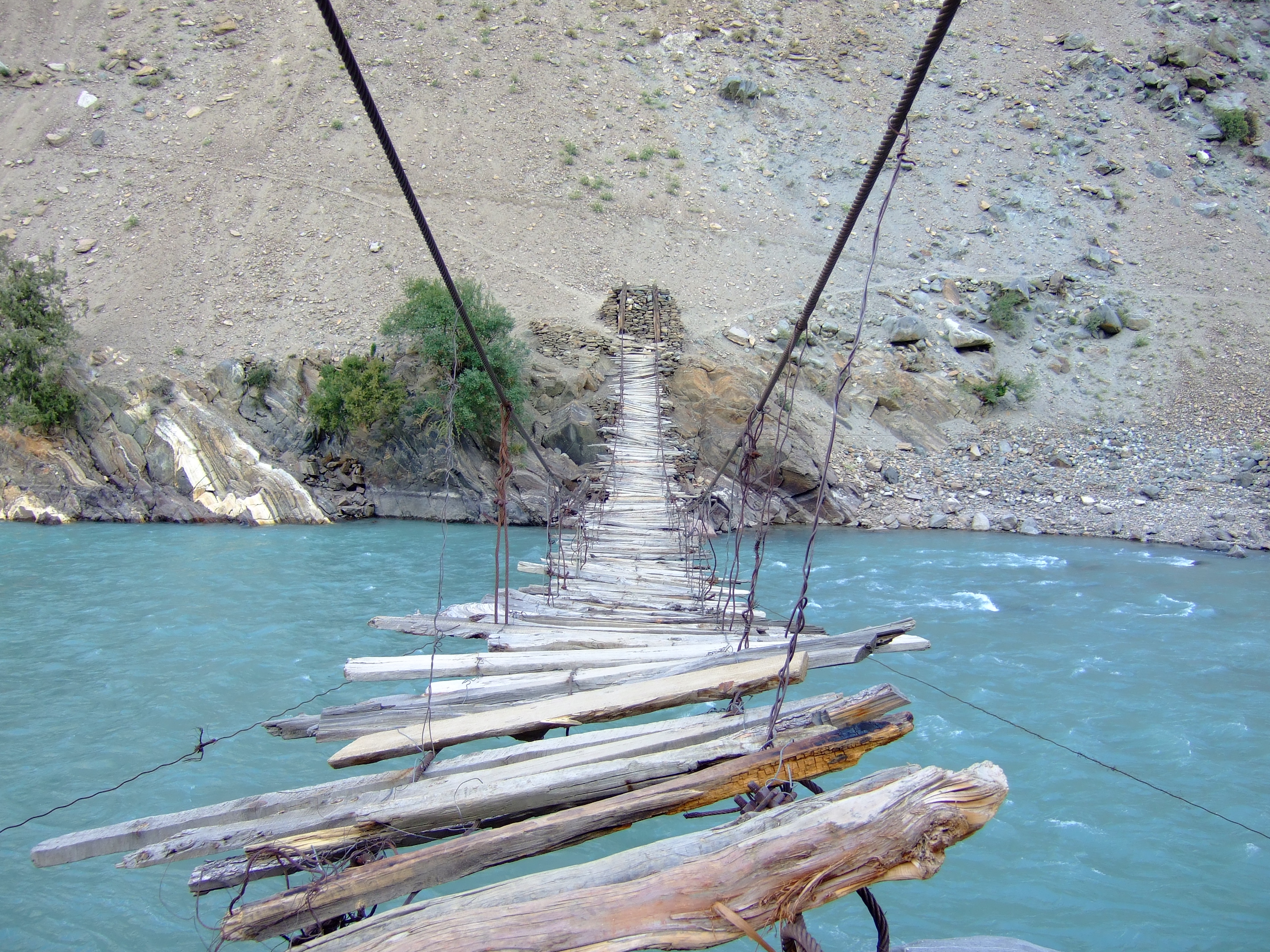
Ponte sospeso sul fiume Astore, Pakistan.

I ponti sono normalmente costruzioni dell'uomo per l'attraversamento di fiumi, arterie stradali e valli. Su di essi la gente può camminare o viaggiare in un veicolo per varcare un ostacolo sottostante. I ponti naturali invece non sono altro che il risultato di fenomeni della natura.  Col tempo i ponti sono stati sempre più perfezionati per renderli ancor più utili.
Il ponte di Kazarma (o di Arkadiko) è uno dei quattro ponti micenei ad arco a mensola che faceva parte di una rete di strade, progettata per i carri, tra Tirinto ed Epidauro nel Peloponneso, in Grecia. Risalente all'età del bronzo (XIII secolo a.C.), è uno dei ponti ad arco più antichi ancora esistenti e in uso. Diversi ponti ad arco in pietra del periodo ellenistico si possono trovare ancora intatti nel Peloponneso, nel sud della Grecia.
I costruttori dei più grandi ponti dell'antichità furono gli antichi romani. I Romani costruirono ponti ad arco e acquedotti che ancora oggi vengono utilizzati o comunque si trovano in buona condizione strutturale. Un esempio è il Ponte di Alcántara, costruito sul fiume Tago, in Spagna. I Romani utilizzavano anche il cemento, che riduceva la variazione di resistenza della pietra naturale. Un tipo di cemento, chiamato pozzolana, era composto da acqua, calce, sabbia e roccia vulcanica. Ponti fatti di mattoni e malta vennero costruiti dopo l'epoca romana, dato che la tecnologia utilizzata per la composizione del cemento era stata perduta e poi ritrovata.
L'Arthaśāstra (III secolo a.C.) di Chanakya menziona la costruzione di dighe e ponti in India. Un ponte risalente all'epoca dell'impero Maurya, vicino Girnar, fu scoperto da James Princep. Il ponte era stato spazzato via durante un diluvio, e fu poi riparato da Puspagupta, l'architetto capo dell'imperatore Chandragupta I. Ponti fortificati con bambù intrecciato e catene di ferro cominciarono a diffondersi in India nel IV secolo. Una serie di ponti, utilizzati sia per scopi militari che commerciali, furono costruiti dall'amministrazione dell'impero Moghul in India.
In Cina esistevano grandi ponti costruiti in legno già nel periodo dei regni combattenti, mentre il più antico ponte di pietra è il Ponte di Anji, costruito tra il 595 e il 605 d.C. durante la dinastia Sui. I ponti ad arco ribassato europei risalgono almeno alla periodo della costruzione del ponte Ponte di Alconétar (II secolo d.C. circa), mentre l'enorme Ponte di Traiano (105 d.C.) era caratterizzato da arcate aperte in legno.
I ponti di corda, un tipo semplice di ponte sospeso, furono utilizzati dagli Inca nelle Ande del Sud America, poco prima della colonizzazione europea nel XVI secolo. In Italia il primo ponte "a traliccio metallico sospeso" fu realizzato da Alfonso d'Aragona sul Garigliano nel 1444.
Nel corso del XVIII secolo furono introdotte molte innovazioni nella progettazione di ponti di legno da Hans Ulrich, Johannes Grubenmann, e altri. Il primo libro sull'ingegneria dei ponti è stato scritto da Hubert Gautier nel 1716. Un importante passo avanti nella tecnologia fu fatto con l'Iron Bridge di Coalbrookdale, in Inghilterra, nel 1779, quando fu utilizzata la ghisa per la prima volta per gli archi.
Con la rivoluzione industriale nel XIX secolo, sono stati sviluppati per i grandi ponti sistemi di capriate in ferro battuto, ma il ferro non aveva la resistenza alla trazione necessaria per supportare grandi carichi. Con l'avvento dell'acciaio, che ha una elevata resistenza alla trazione, furono costruiti ponti molto più grandi, alcuni dei quali con i progetti di Gustave Eiffel.
Nel 1927 il pioniere delle saldature Stefan Bryła progettò il primo ponte stradale al mondo interamente saldato, che fu successivamente costruito sul fiume Słudwia Maurzyce, vicino Łowicz, in Polonia, nel 1929. Nel 1995, la American Welding Society assegnò l'Historic Welded Structure Award al governo polacco.

## Descrizione

### Parti di un ponte

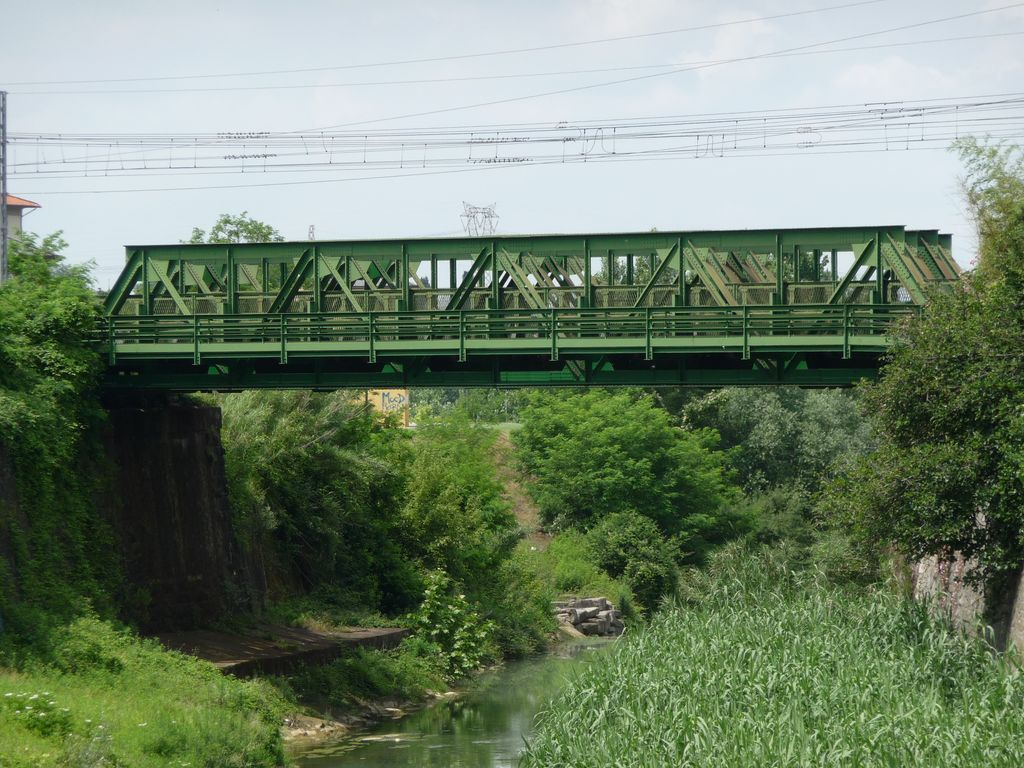
Ponte ferroviario a capriata in acciaio

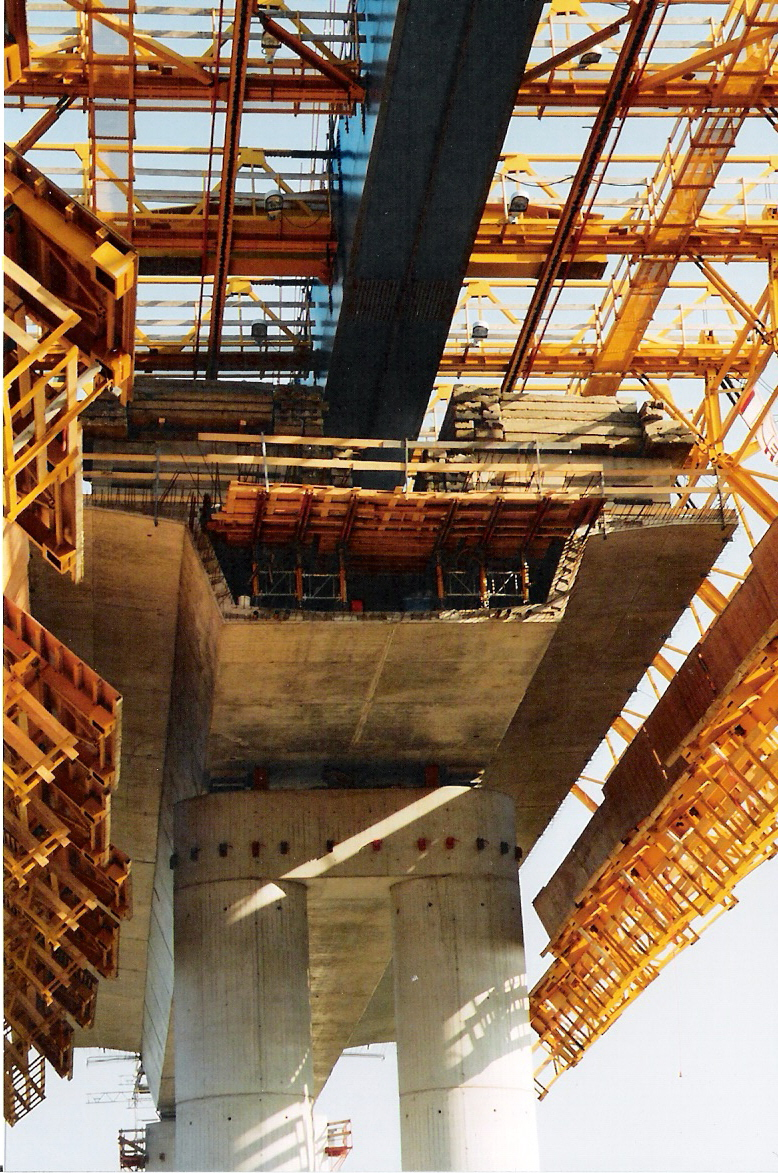
Ponte a trave scatolare trapezoidale in costruzione

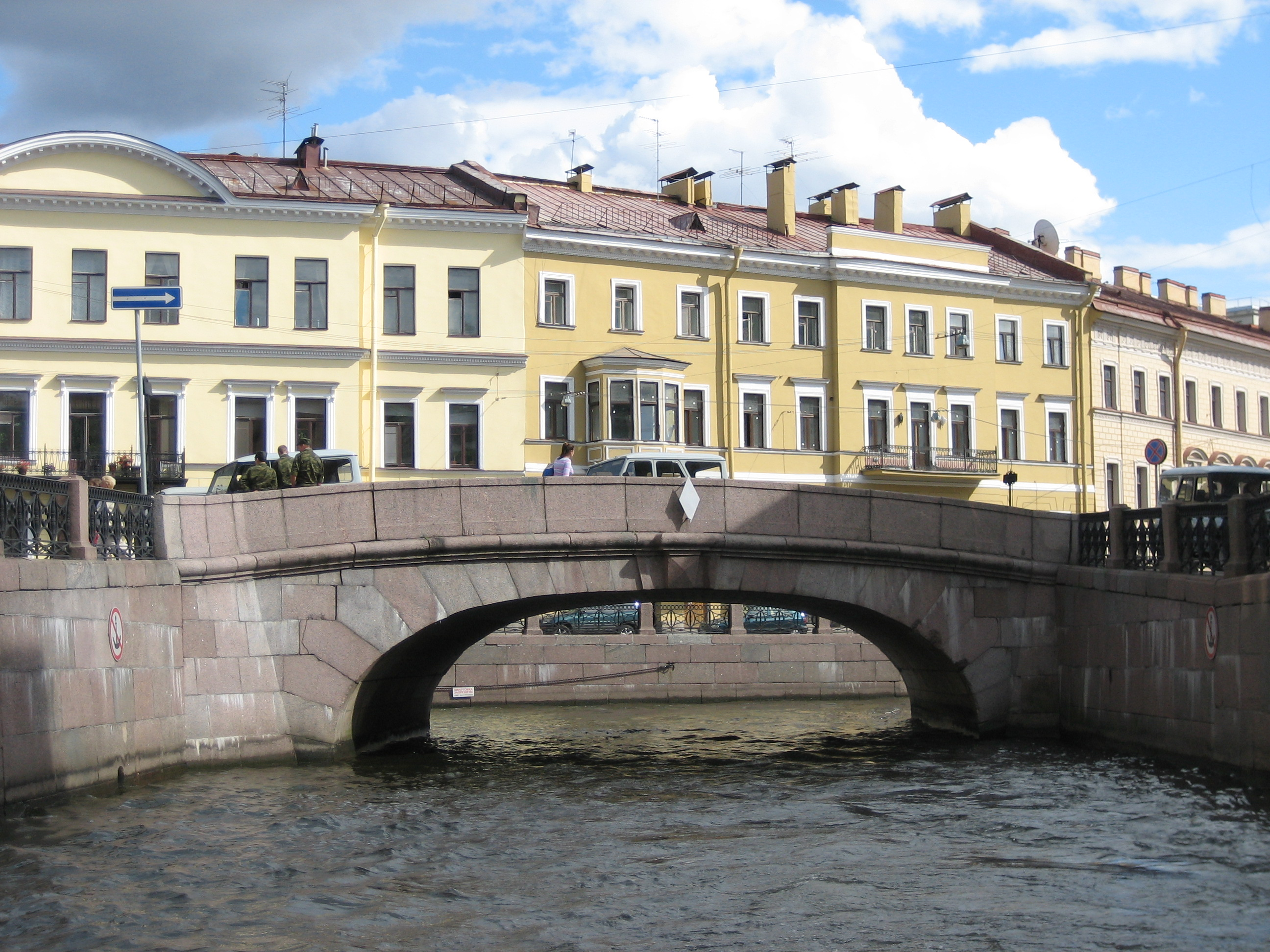
Ponte sul fiume Mojka a San Pietroburgo, Russia

Per ben comprendere come sono fatti i ponti, bisognerà prima definire alcuni termini.
L‘impalcato è la struttura orizzontale che sorregge il piano viabile. A volte con tale parola si intende anche, per estensione, l'intera struttura orizzontale del ponte, includendo le travi, sostenuta dalle pile e dalle spalle. L'impalcato può essere costituito da tavole o travetti di legno, o da una piastra, o soletta, in calcestruzzo armato, o da una lamiera d'acciaio irrigidita da nervature tra loro ortogonali, che prende nome di lastra ortotropa. Un'altra variante è quella di impalcati costituiti da elementi di materiali compositi, prevalentemente in resine rinforzate con fibre di vetro.
Le travi sono in genere gli elementi principali, realizzate di legno strutturale o acciaio o lega di alluminio, o calcestruzzo armato, che costituiscono la struttura del ponte. Il tipo di ponte la cui struttura longitudinale è formata soltanto da travi è detto appunto ponte di travi, o ponte a travata. Un sistema di travi assemblato in modo da formare una struttura a maglie triangolari si chiama travata reticolare (nell'ambito dei ponti) o capriata (nell'ambito dell'edilizia). Un sistema di travi reticolari o capriate consente di realizzare una struttura di maggiore altezza e capacità portante di quanto si potrebbe realizzare con una semplice trave, e quindi consente di superare maggiori luci libere. La struttura orizzontale del ponte, che sostiene l'impalcato, viene normalmente chiamata travata. Ogni tratto di impalcato sotteso tra due adiacenti elementi verticali di sostegno (pile) è chiamato campata (da qui l'espressione "ponte o viadotto a 1, 2, n campate").
Le pile o piloni o pilastri (sebbene questo termine si usi nell'ambito dell'edilizia) del ponte sono le strutture a prevalente sviluppo verticale che danno sostegno alla travata in punti intermedi. Le spalle sono le strutture che danno sostegno all'impalcato alle sue estremità e che costituiscono elemento di transizione tra il ponte e i tratti di strada adiacenti. Quando il ponte attraversa un corso d'acqua le spalle possono essere conformate in modo da proteggere le sponde dall'erosione fluviale. Quando un ponte o viadotto è a campata unica allora non ci sono pile ma solo le due spalle.
Le fondazioni del ponte sono gli elementi strutturali su cui sono impostate le pile e le spalle, e che trasferiscono i carichi e le azioni da esse provenienti al terreno. Il tratto di ponte tra due appoggi, siano essi pile o spalle, si chiama campata, e la sua lunghezza si chiama portata o luce.

### Classificazione descrittiva dei ponti

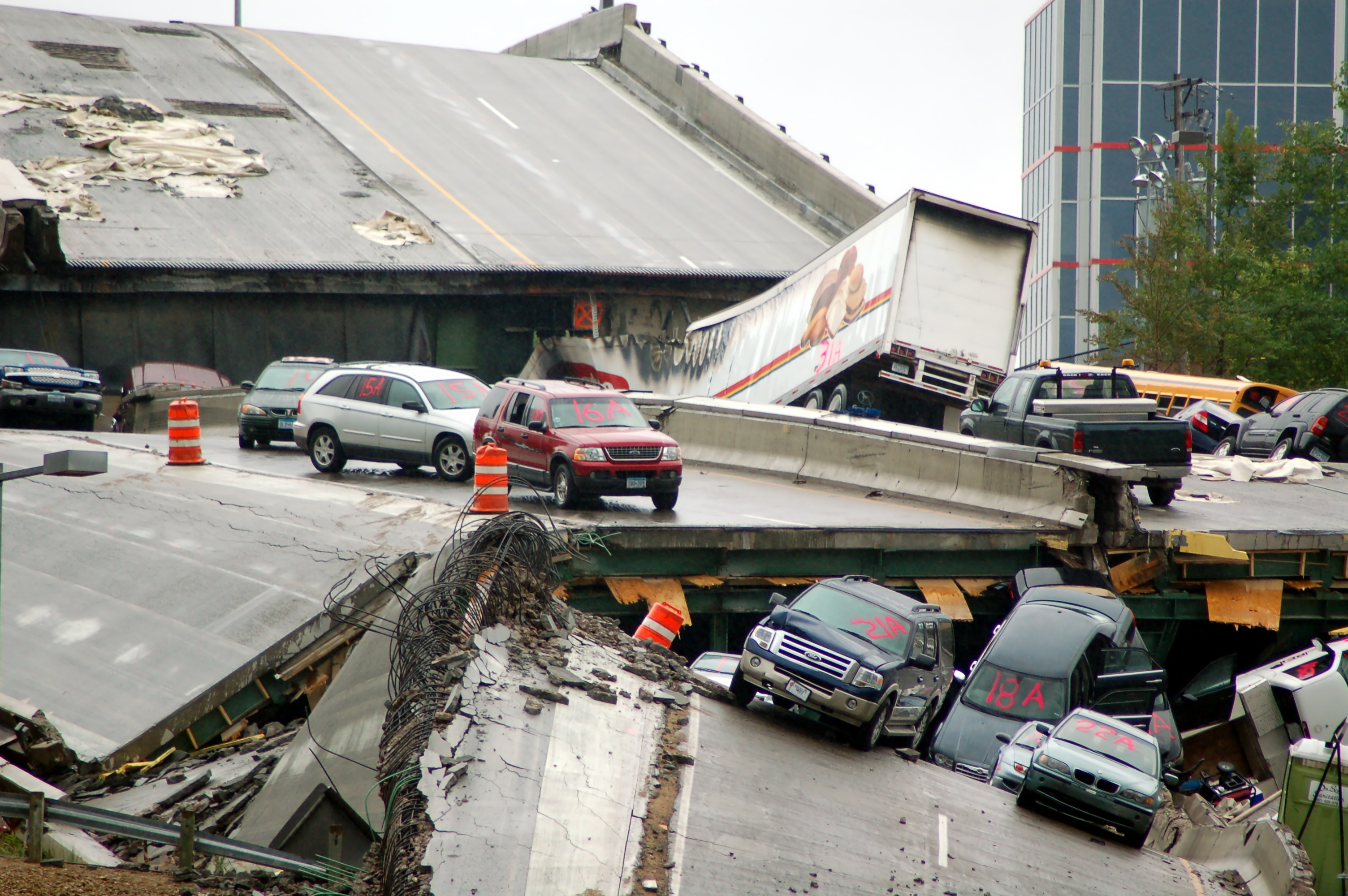
Un ponte crollato, sul Mississippi, nel 2007

I tipi di ponte si possono inoltre classificare secondo il loro aspetto e la loro funzione. Scegliendo dagli elenchi che seguono, si ottengono ponti in gran numero.
- Destinazione: 
  - acquedotto: ponte tubo;
  - arteria stradale: ponte stradale (viadotto);
  - ferrovia: ponte ferroviario;
  - percorso pedonale: passerella.
- Materiali: legname, muratura, ferro, acciaio, lega d'alluminio, calcestruzzo armato, cemento armato precompresso (c.a.p.), sistema composto acciaio-calcestruzzo, resine fibro-rinforzate.
- Forma: travata, arco-telaio, arco, sospeso, strallato.
- Rapporto fra le campate: semplice campata, a più campate.
- Tipo di vincolo: travi semplicemente appoggiate, travate continue isostatiche (Gerber), travate continue iperstatiche.
- Posizione relativa del piano viabile: a via superiore, a via inferiore, a via intermedia.

## Tipi di ponte

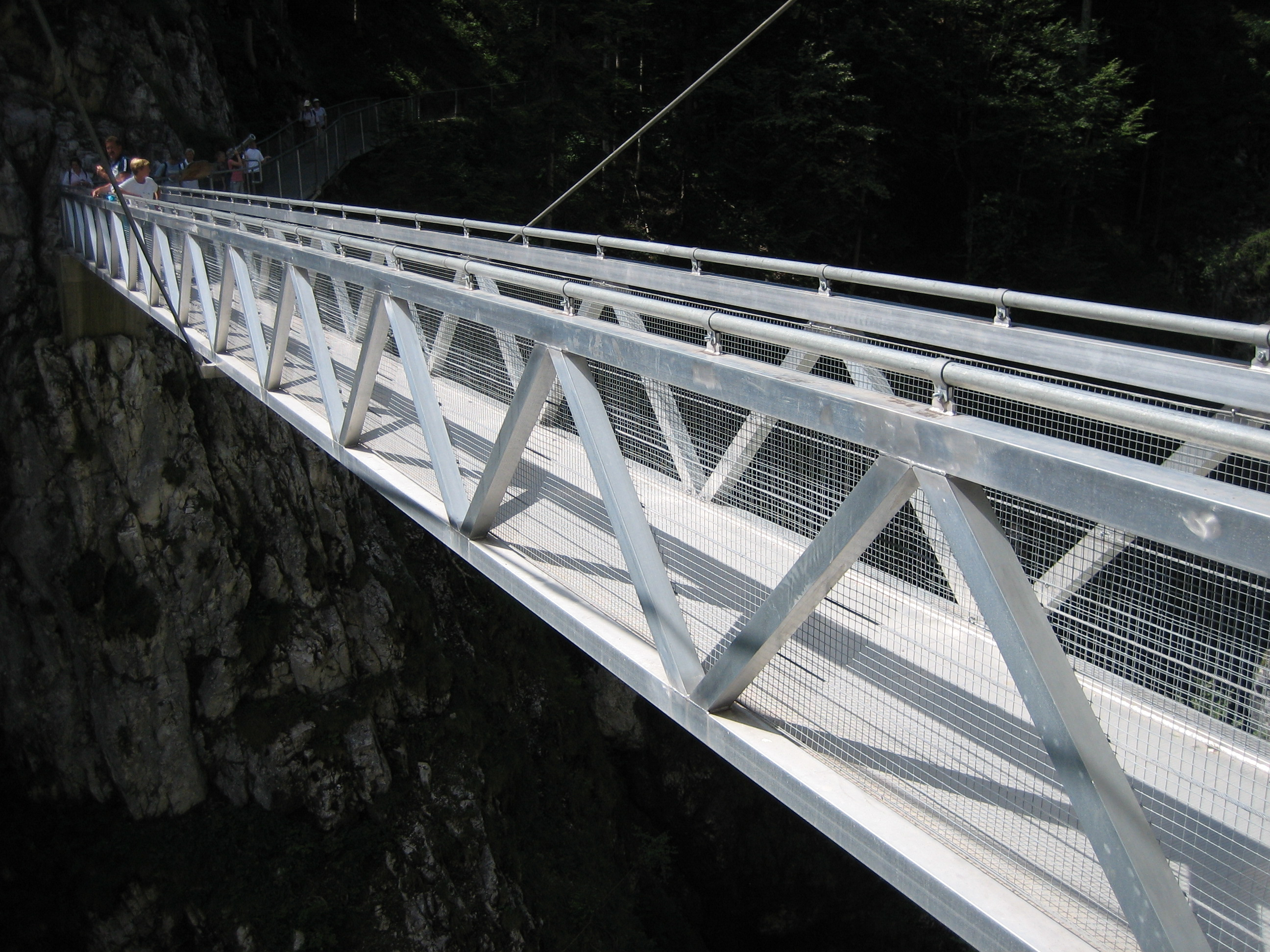
Ponte sulla Leutaschklamm, la gola di Leutasch (Tirolo) al confine con la Baviera

In generale i ponti e i viadotti sono costruzioni stabili, senza parti in movimento, e quindi di tipo fisso.
Nel caso di superamento di corsi d'acqua navigabili, a seconda della franchigia in altezza, o franco idraulico, (massima altezza consentita ai natanti per non urtare contro il ponte) desiderata, i ponti possono essere costruiti e classificati secondo tre tipologie: ponte fisso, ponte mobile e ponte trasportabile.

### Ponti fissi
Questo tipo di ponte è costruito in posizione permanente. Ha una franchigia in altezza ritenuta sufficiente per tutto il traffico che prevedibilmente deve passarvi sotto. Ponti fissi di piccola luce, del tipo a travi, a travate o a travi reticolari, congiungono le due spalle senza alcuna pila intermedia e sono di tipo a travi o a travata. In caso di grande distanza tra le spalle si prevedono pile intermedie o ponti del tipo ad arco, o del tipo ponte strallato, o del tipo sospeso.

#### Trave
Si dispongono parallelamente alla strada per sostenere il piano viabile lunghe travi di acciaio dal profilo a doppio "T". Esempi frequenti di questo semplicissimo genere di ponte sono i ponti ferroviari con campate da quindici metri, e ponti per arterie di grande comunicazione con campate da trenta metri.

#### Trave maestra
Tre piastre di acciaio vengono saldate insieme per formare una trave a doppia "T", capace di sopportare un carico maggiore di quello addossabile a una trave normale a doppia "T" a un sol pezzo. Questo tipo di sostegno si adopera per campate più lunghe di quelle ottenibili con un ponte a travate semplici. Ha anche il pregio di una bassa franchigia quando lo si desideri.

#### Trave scatolare
Questa soluzione viene impiegata con l'utilizzo del cemento armato per ponti con travate di grande luce ed arco molto ribassato. La travata portante è costituita da due o più travi continue collegate tra loro sia sulla parte superiore che su quella inferiore, in modo da formare uno scatolato cavo al suo interno. I travetti trasversali di collegamento sono disposti di solito ad intervalli regolari e permettono il fissaggio di una soletta inferiore ed una superiore. La struttura, a sezione rettangolare o trapezoidale, garantisce una notevole resistenza alla flessione.

#### Capriata
Elementi strutturali verticali e orizzontali di acciaio vengono rinforzati con tiranti in diagonale in modo da formare dei triangoli. Questo è un tipo rigido ed economico per campate più lunghe e semplici. Occorre una notevole franchigia a causa della complessità dell'intelaiatura.

#### Continuo
Un ponte continuo è sostanzialmente una serie di campate semplici appoggiato su tre o più punti.

#### A sbalzo

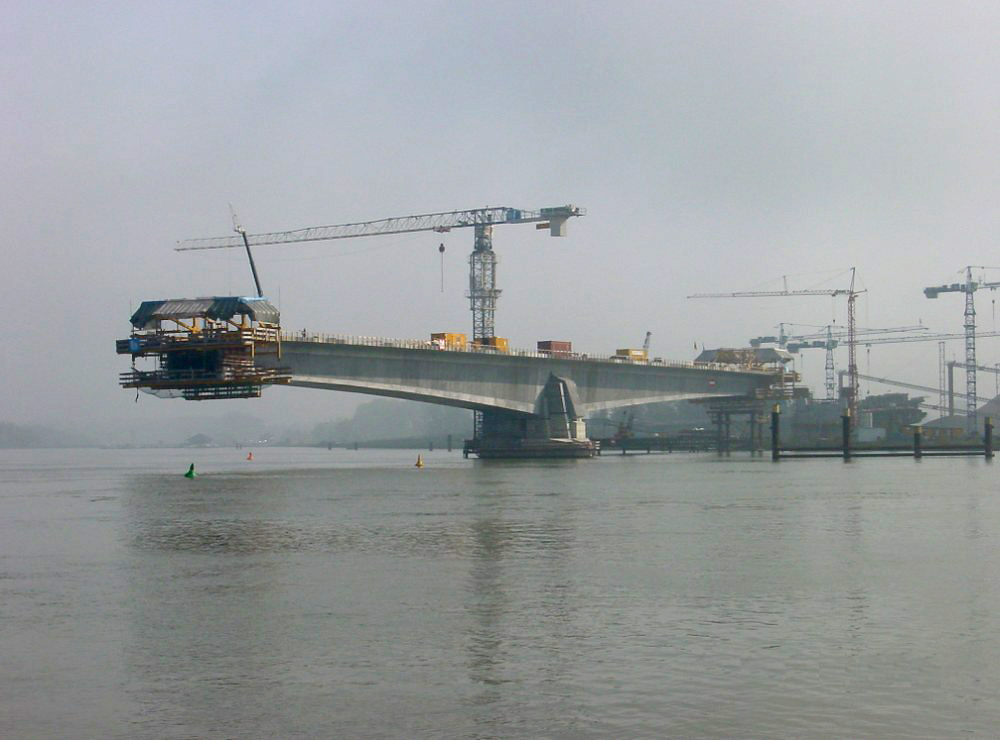
Costruzione di un ponte a sbalzo

Un ponte di questo tipo ha per campate due o più travi a sbalzo (travi orizzontali vincolate a una sola estremità), costruite a partire da ciascuna estremità dell'ostacolo da superare: proseguendo la costruzione, gli sbalzi si avvicinano fino a unirsi in mezzeria con una campata semplice sospesa. È un principio simile a quello di due persone che si tocchino a vicenda le punte delle dita tenendo le braccia stese. Le campate sporgenti, sono sostenute da un sistema di pile principali e ancoraggi che giungono fino alle sponde. Una costruzione di questo genere non presenta difficoltà perché le campate a sbalzo si sorreggono da sé. Questo genere di ponte è caratterizzato da grandi franchigie in larghezza.
Con i suoi 1 909 metri, il più lungo ponte a sbalzo d'Italia è il Ponte Punta Penna Pizzone (o Ponte Aldo Moro), nella città di Taranto.

#### Sospeso

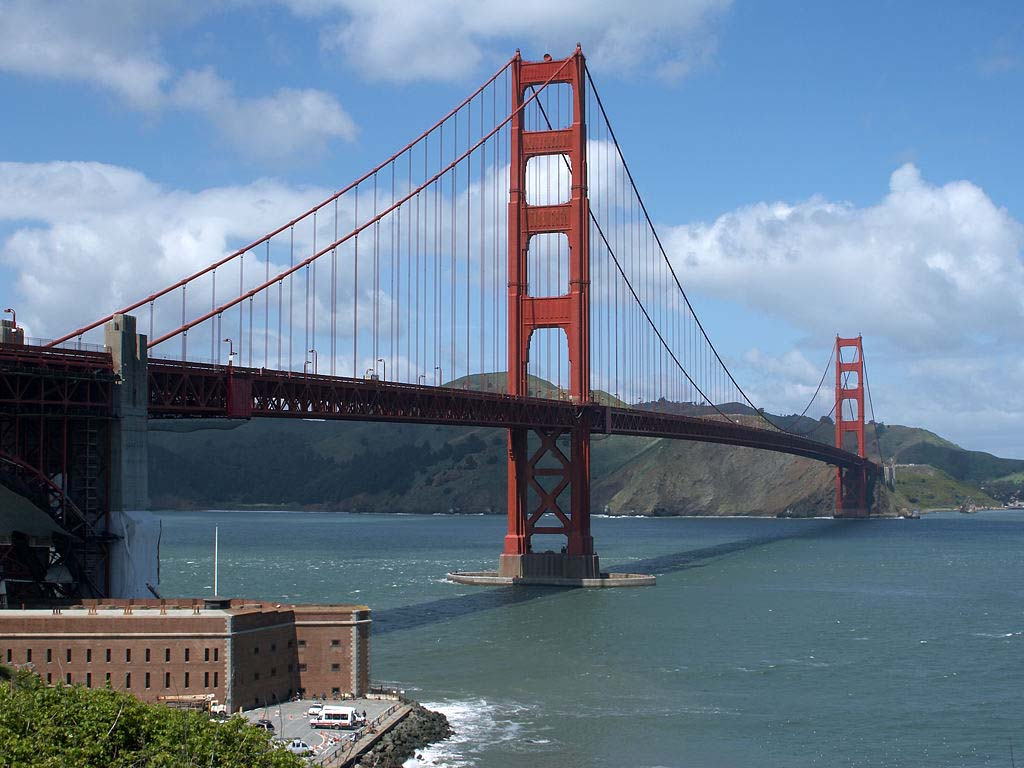
Il Golden Gate Bridge di San Francisco.

Nel ponte sospeso si fanno passare cavi continui su alte torri che sorgono sulle pile; i cavi vengono ancorati a fondazioni su ciascuna sponda. Il piano viabile è sospeso ai cavi per mezzo di tiranti verticali o inclinati (detti pendini). Per ridurre al minimo la deformabilità dovuta al movimento del traffico e ai forti venti, la parte sospesa (l'impalcato) è spesso irrigidita da una struttura reticolare. I ponti di questa specie si distinguono per la grandissima dimensione in lunghezza (grande luce) e in altezza. I sette ponti più lunghi di questo tipo, fino a pochi anni fa, si trovavano tutti negli Stati Uniti. Il Golden Gate Bridge di San Francisco ha una campata di 1260 m. Il Mackinac Bridge nel Michigan ha una campata centrale lunga 1140 m. Il Ponte di Verrazzano, dedicato all'esploratore italiano, unisce Brooklyn a Staten Island (New York) ed è lungo oltre 4 km, con una campata centrale di 1298 m.
Dal 2022 il maggiore ponte sospeso, cioè con la maggiore campata centrale nel mondo è il Ponte dei Dardanelli, in Turchia, con una luce centrale di 2023 m.
Il Ponte sullo Stretto di Messina, se costruito sulla base di una soluzione a campata unica, sarebbe il ponte sospeso più lungo del mondo, con i suoi 3,3 km di luce.

#### Ponte ad arco

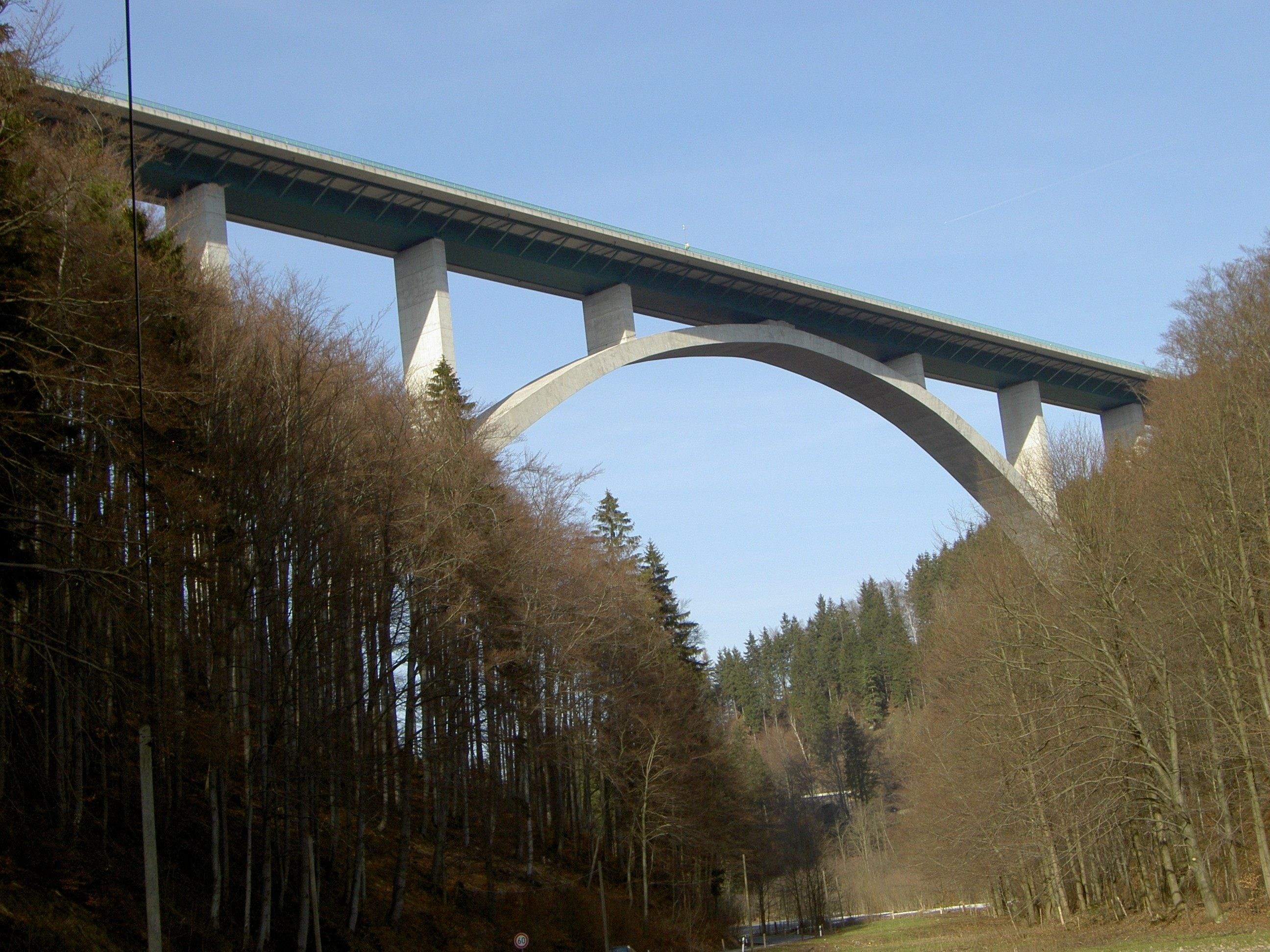
Ponte ad arco in calcestruzzo armato

Il piano viabile è sostenuto da una struttura di acciaio o calcestruzzo o muratura o legno, conformata ad arco (corto segmento di cerchio). Se il piano viabile corre al di sopra dell'arco il ponte è detto a via superiore; l'impalcato è sostenuto dall'arco mediante una serie di elementi verticali o subverticali sollecitati a compressione e chiamati piedritti; l'arco trasferisce al terreno consistenti forze orizzontali, dette "spinte" e il sistema viene chiamato ad "arco spingente". Se l'arco sovrasta il piano viabile il ponte è detto a via inferiore; l'impalcato è sospeso all'arco mediante elementi verticali o inclinati sollecitati a trazione e chiamati pendini o tiranti. In questo caso la travata d'impalcato può essere resa solidale con le estremità dell'arco e in tal caso può equilibrare in totalmente o parzialmente le componenti orizzontali delle azioni trasmesse dall'arco; questo tipo di struttura prende il nome di "arco a spinta eliminata" e consente di trasferire sul terreno minime o nulle azioni orizzontali. Un esempio particolare di ponte "ad arco", a sé stante nel panorama dell'ingegneria dei ponti, è il ponte sul Basento in Basilicata, realizzato in attuazione della teoria dei minimi strutturali di Sergio Musmeci.

#### Ponte strallato

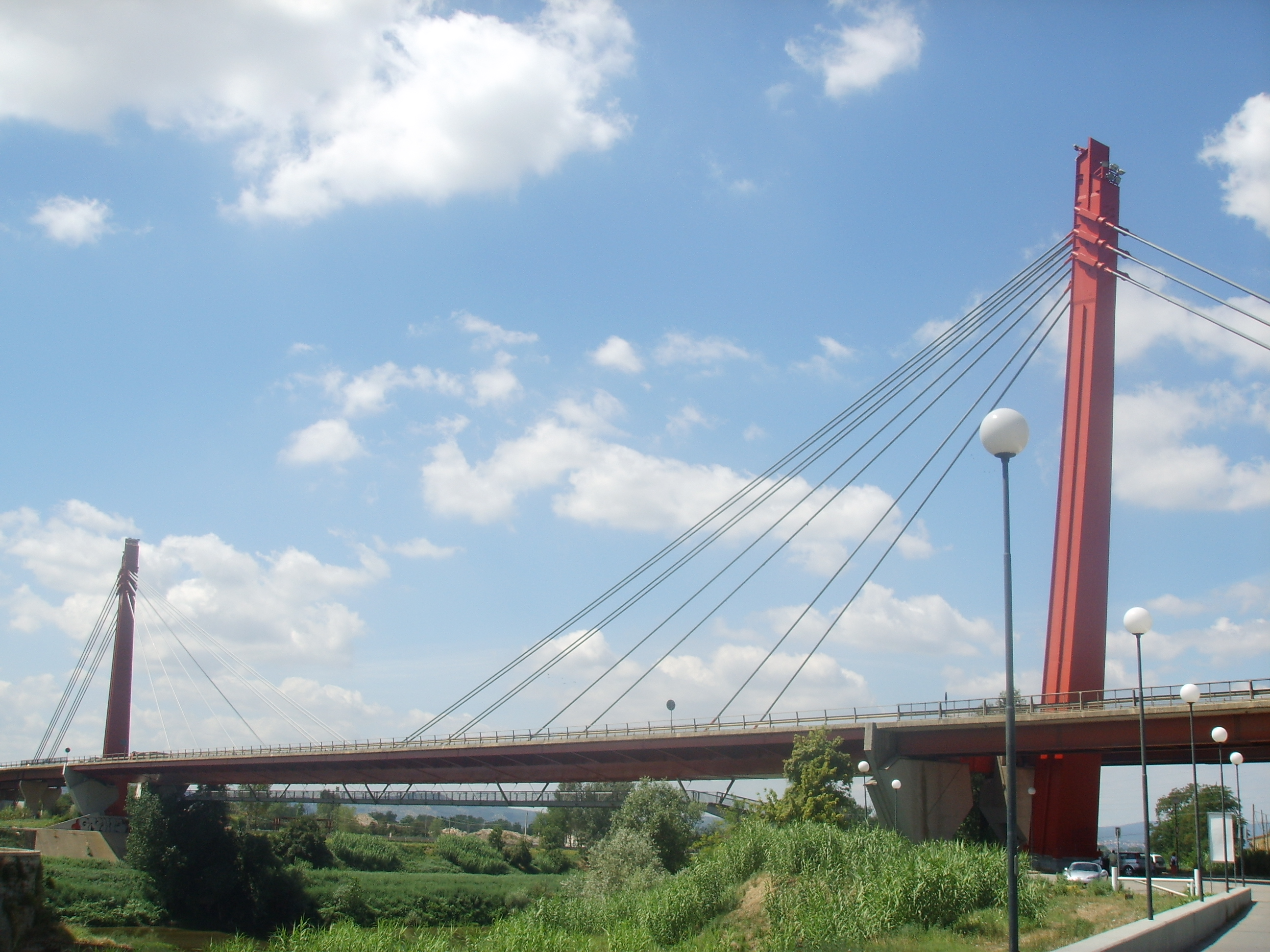
Ponte strallato: Ponte all'Indiano di Firenze

L'impalcato è sostenuto da una serie di tiranti inclinati, chiamati stralli, confluenti in sommità di strutture a prevalente sviluppo verticale, chiamate antenne o piloni e conformate a torre, a portale, ad H, ad A o a lambda. Talvolta (molto raramente) la struttura che sostiene gli stralli è conformata ad arco (ma non si tratta di un vero e proprio ponte strallato).
L'impalcato, le antenne e gli stralli possono essere configurati e dimensionati in modo da realizzare una struttura analoga a una struttura reticolare.

### Ponti mobili
Questo tipo di ponte si costruisce per facilitare la navigazione sollevando il piano del ponte o ruotando in modo da scostarlo. Il piano è fatto di travi, di travi maestre o di elementi a capriata, ma in un certo punto fa perno o si allontana dal contatto con la terra.

#### Ponte smontabile

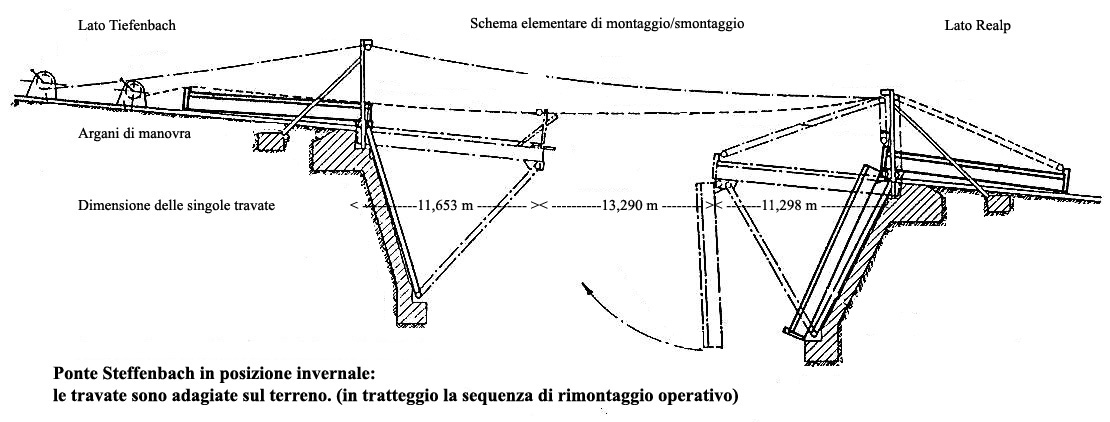
Schema di ripiegamento del ponte Steffenbach

Si tratta in genere di ponti in acciaio con struttura a traliccio utilizzati per emergenze dal genio civile o per esigenze belliche di collegamento da parte del genio militare. Si tratta sia di ponti stradali che ferroviari. Un caso particolare e forse unico è quello del ponte Steffenbach sulla vecchia ferrovia svizzera di montagna a scartamento ridotto Furka-Oberalp, che veniva smontato e ripiegato ogni autunno e rimontato in primavera per proteggerlo dalle frequenti slavine.

#### Ponte basculante (o ribaltabile)

Ponte basculante a una campata

Ponte basculante a due campate

Si basa sul principio del ponte levatoio, con un contrappeso che permette il sollevamento della campata incernierata su un lato del ponte stradale. Permette il passaggio sotto al ponte di alte imbarcazioni e si può realizzare anche con il contemporaneo sollevamento di due campate.

#### Ponte levatoio

Ponte levatoio

È imperniato a un'estremità soltanto, e si solleva o si abbassa a ruota lateralmente per mezzo di un contrappeso.

#### Ponte girevole

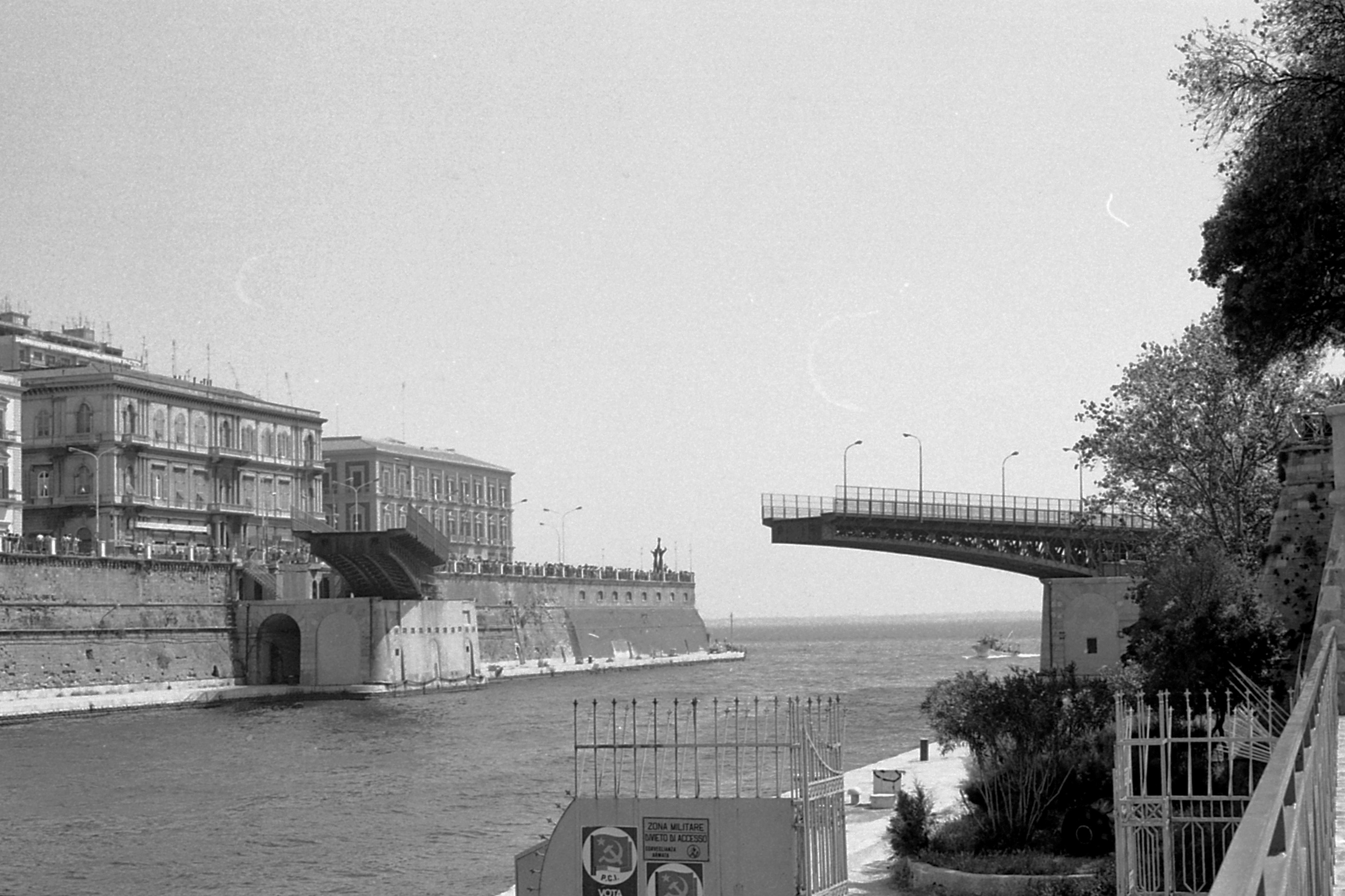
Ponte girevole di Taranto, con i due semi-ponti aperti

Ponte girevole a una campata con perno centrale

Un ponte girevole può essere a una campata o costituito da due semi-ponti che girano lateralmente. Se ha una sola campata girevole, il perno verticale di rotazione può essere al centro della campata, come nel Government Bridge sul Mississippi, negli Stati Uniti, o il perno può essere all'estremità della campata. Nel caso dei due semi-ponti, ognuno di essi ruota attorno a un perno posto all'estremità, come nel Ponte girevole di Taranto, che ha una lunghezza totale di 90 metri.

#### Ponte sollevabile

Ponte sollevabile

Due torri fornite di cavi, contrappesi e motori sollevano e abbassano il piano del ponte. Questo ponte funziona in modo molto simile a un ascensore.

#### Ponte su chiatte

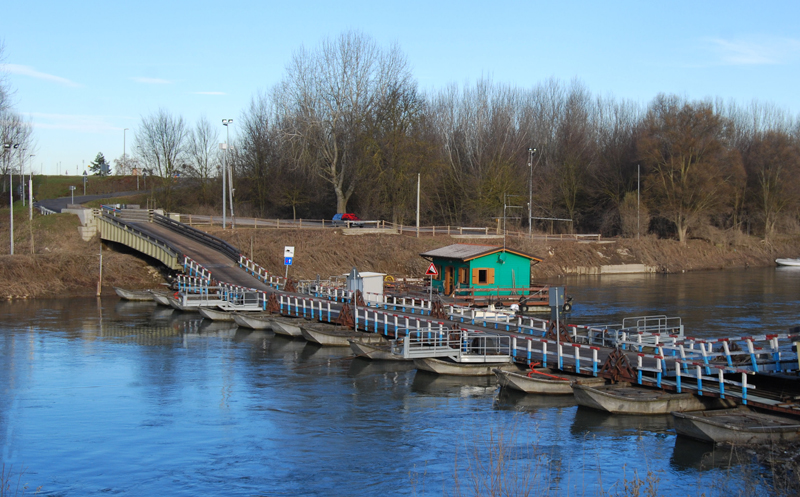
Torre d'Oglio, ponte di barche del 1926

Galleggia sull'acqua. Le imbarcazioni, o pontoni, che sostengono il piano del ponte, possono essere ancorate se la costruzione è permanente. Le unità militari generalmente si servono di ponti su chiatte in via temporanea. Un esempio di ponte di questo tipo si trova sul fiume Ticino, nel comune di Bereguardo.

### Ponti traghetto
Questo ponte è in realtà una specie di natante. Una imbarcazione viene caricata a una sponda e con un cavo la si rimorchia verso l'altra. Dei piloni a ciascuna estremità e un'intelaiatura fatta a capriata sorreggono il meccanismo di rimorchio.

## Simbologia
Il ponte è anche un simbolo, che allude al concetto di collegamento, unione, o dialogo tra due dimensioni separate. In numerose culture rappresenta la possibilità di un passaggio verso l'aldilà, cioè tra il mondo dei vivi e quello dei morti, oppure tra cielo e terra.